# Kung Fu Panda (игра)
Kung Fu Panda — компьютерная игра, основанная на одноимённом анимационном фильме. Разработана совместными усилиями Luxoflux, XPEC Entertainment, Beenox и Vicarious Visions и изданная Activision. Игра была выпущена для PlayStation 3, Xbox 360, Windows, macOS, PlayStation 2, Wii и Nintendo DS в июне 2008 года.

## Игровой процесс
Игра основана на анимационном фильме «Кунг-фу Панда». Игровой процесс выполнен в стиле DS-версии Spider-Man 3, которая также была разработана Vicarious Visions.

### Мультиплеер
Игра включает в себя многопользовательский режим с новыми локациями и персонажами. В игре реализованы боссы, например Великая Горилла. Игрок может собирать фигурки героев «Яростной пятерки», редкие монеты и использовать их для разблокировки дополнительных предметов.

## Сюжет
Сюжет игры повторяет фильм с некоторыми различиями и дополнениями.

## Критика
| Сводный рейтинг | Сводный рейтинг | Сводный рейтинг | Сводный рейтинг | Сводный рейтинг |
| Издание         | Оценка          | Оценка          | Оценка          | Оценка          |
| Издание         | DS              | PS3             | Wii             | Xbox 360        |
| --------------- | --------------- | --------------- | --------------- | --------------- |
| GameRankings    | 72,25 %         | 78,00 %         | 68,58 %         | 75,97 %         |

Версия игры для Xbox 360 получила оценку 6,5/10 от сайта GameSpot, игра также получила оценку на сайте Metacritic 75/100 на основе 42 рецензий критиков, набрала 7,5/10 баллов от IGN. Также получила положительную оценку 8/10 от Game Informer.
В 2009 году была отмечена Annie Award в категории «Best Storyboarding - TV/Media».

## Продолжение
Продолжение, Kung Fu Panda: Legendary Warriors, было создано для игровых систем Wii и Nintendo DS, получила смешанные отзывы.